# 金沢市議会
金沢市議会（かなざわしぎかい）は、石川県の県庁所在地である金沢市の地方議会である。

## 概要
- 定数：38人
- 任期：2023年5月2日 - 2027年5月1日[5]
- 選挙区：市全体を1選挙区とする大選挙区制（単記非移譲式）
- 議長：喜多浩一（自由民主党金沢市議員会）
- 副議長：上田雅大（自由民主党金沢市議員会）

（2023年7月1日時点）

## 会派
| 会派名                 | 議席数 | 所属党派                                      | 女性議員数 | 女性議員の比率（％） |
| ---------------------- | ------ | --------------------------------------------- | ---------- | -------------------- |
| 自由民主党金沢市議員会 | 18     | 自由民主党                                    | 1          | 5.55                 |
| みらい金沢             | 6      | 無所属3 立憲民主党１ 国民民主党1 社会民主党１ | 2          | 33.3                 |
| 公明党金沢市議員会     | 4      | 公明党                                        | 1          | 25                   |
| 創生かなざわ           | 4      | 無所属2 日本維新の会1 参政党1                 | 0          | 0                    |
| 日本共産党金沢市議員団 | 3      | 日本共産党                                    | 2          | 66.6                 |
| 金沢さくら会           | 2      | 無所属                                        | 0          | 0                    |
| 結び会                 | 1      | 無所属                                        | 1          | 100                  |
| 現員                   | 38     |                                               | 7          | 18.42                |

（2024年7月1日時点）

## 委員会
常任委員会
- 総務常任委員会（8人）
- 経済環境常任委員会（7人）
- 市民福祉常任委員会（8人）
- 建設企業常任委員会（7人）
- 文教消防常任委員会（8人）

特別委員会
- 文化学術振興特別委員会
- 連携中枢都市圏・都市交通特別委員会
- 防災・安全対策特別委員会

## 定例月議会
- 6月、9月、12月、3月

## 議員報酬等
| 役職   | 議員報酬        | 政務活動費  |
| ------ | --------------- | ----------- |
| 議長   | 月額 81万0000円 | 月額 16万円 |
| 副議長 | 月額 74万5000円 | 月額 16万円 |
| 議員   | 月額 70万0000円 | 月額 16万円 |

- 別途、年2回期末手当あり
- 政務活動費の残金は市に返還する義務がある
- 議員年金は2011年（平成23年）6月1日で廃止されている

## 主な出身者
現職
- 黒口啓一郎（元テレビ金沢アナウンサー、記者）

元職
- 宇野邦夫（元石川県議会議員、元石川県議会副議長）
- 山野之義（前金沢市長）[9][10][11]
- 米沢外秋（元石川県議会議長）
- 金原博 (元石川県議会議員、元石川県議会議長)
- 田中美絵子（元衆議院議員、現石川県議会議員）[12]
- 川裕一郎（現石川県議会議員）[13]

## 不祥事
- 2016年、議会事務局が、市議会本会議の傍聴者名や情報公開請求をした報道機関名を無断で市議に提供していたことが分かった。事務局は「個人情報保護の観点から、不適切だった」と謝罪した[14]。

- 2020年、新型コロナウイルス感染症に感染し入院していた自由民主党金沢市議員会所属の松村理治が、医師から自宅待機を指示されていたにもかかわらず、5月19日に金沢市内のパチンコ店でパチンコをしていた[15][16][17][18]。当該パチンコ店は、石川県からの休業要請に応じず営業を続けていた（5月9日に店名を公表）。また、松村は5月15日に開催の総務常任委員会を自宅療養を理由に欠席している[15][16][17][18]。この一件に関して松村は「世の中の流れを見ておこう」と事実を認め[15][17]、「軽率だった」としながらも議員辞職は否定した[15][17]。5月29日には所属する自民党に離党届を提出し[19]、翌月2日に受理された[20]。市議会では、同年6月定例会に問責決議案と辞職勧告決議案が提出され、賛成多数で辞職勧告決議案が可決された（同年9月に再度辞職勧告を決議）[18][20][21]。これを受けて松村が所属する｢自由民主党金沢市議員会｣会派が松村の離脱を求める方針を決めた[20]。一方、松村は議長を通して｢辞職せず謙虚に活動したい｣｢市民や市議会の信頼を取り戻せるよう頑張りたい｣などと辞職を否定した[18][20]。7月14日には4か月ぶりに公務に復帰[22][23]。同日、所属する｢自由民主党金沢市議員会｣会派を離脱し一人会派を結成することを議会事務局に届け出た[22][23]。しかしその後の同年11月1日に「自由民主党金沢市議員会」に復帰している[24]。

## その他
2021年3月、市議会議長に久保洋子（自由民主党金沢市議員会）、市議会副議長に山本由起子（みらい金沢）が揃って選ばれた。女性が議長、副議長に揃って就任することは全国的にも珍しい事例となった。